# Avramovo, Kărdjali
Avramovo (în bulgară Аврамово) este un sat în comuna Ardino, regiunea Kărdjali,  Bulgaria. 

## Demografie
Componența etnică a satului Avramovo
     Nicio identificare (100%)
     Altele (0%)
La recensământul din 2011, populația satului Avramovo era de 3 locuitori. . Pentru 100,0% din locuitori nu este cunoscută apartenența etnică.